# Oscar voor beste regieassistent
De Academy Award voor beste regieassistent (Engels: Academy Award for Best Assistant Director, ook bekend als Oscar voor beste regieassistent) was een filmprijs van de Academy of Motion Picture Arts and Sciences. Deze Oscar werd uitgereikt van 1932/33 tot 1937. Het eerste jaar van de uitreiking werd er niet specifiek naar een film verwezen en waren er zeven winnaars. Vanaf 1934 is de eerstgenoemde telkens de winnaar.
- 1932-33: winnaars:
  - Charles Barton (Paramount)
  - Scott Beal (Universal)
  - Charles Dorian (Metro-Goldwyn-Mayer)
  - Fred Fox (United Artists)
  - Gordon Hollingshead (Warner Bros.)
  - Dewey Starkey (RKO Radio)
  - William Tummel (Fox)
  - andere genomineerden:
  - Al Alborn (Warner Bros.)
  - Sidney S. Brod (Paramount)
  - Bunny Dull (Metro-Goldwyn-Mayer)
  - Percy Ikerd (Fox)
  - Arthur Jacobson (Paramount)
  - Eddie Killey (RKO Radio)
  - Joe McDonough (Universal)
  - W.J. Reiter (Universal)
  - Frank X. Shaw (Warner Bros.)
  - Benjamin Silvey (United Artists)
  - John Waters (Metro-Goldwyn-Mayer)

- 1934: John Waters - Viva Villa!
  - Scott Beal - Imitation of Life
  - Cullen Tate - Cleopatra

- 1935: Clem Beauchamp en Paul Wing - The Lives of a Bengal Lancer
  - Joseph Newman - David Copperfield
  - Eric Stacey - Les Misérables
  - Sherry Shourds - A Midsummer Night's Dream

- 1936: Jack Sullivan - The Charge of the Light Brigade
  - Clem Beauchamp - The Last of the Mohicans
  - William Cannon - Anthony Adverse
  - Joseph Newman - San Francisco
  - Eric G. Stacey - The Garden of Allah

- 1937: Robert Webb - In Old Chicago
  - C.C. Coleman jr. - Lost Horizon
  - Russ Saunders - The Life of Emile Zola
  - Eric Stacey - A Star Is Born
  - Hal Walker - Souls at Sea